# Тягун (Китмановський район)
Тягу́н (рос. Тягун) — село у складі Китмановського району Алтайського краю, Росія. Входить до складу Тягунської сільської ради.

## Населення
Населення — 644 особи (2010; 667 у 2002).
Національний склад (станом на 2002 рік):
- росіяни — 97 %